# Laura Martínez de Carvajal y del Camino
Laura Martínez de Carvajal y del Camino (L'Havana, 27 d'agost de 1869 - Cotorro, Cuba, 24 de gener de 1941), va ser una destacada oftalmòloga i la primera metgessa de Cuba.

## Biografia
Primogènita d'una família espanyola adinerada establerta a Cuba, cursà l'ensenyament primari a l'escola de senyoretes de Manuela de Concha y Duval, professora espanyola de piano. Després es traslladà a cursar el batxillerat al Col·legi de San Francisco de Paula, on es graduà en complir els tretze anys. Amb aquesta edat es va matricular amb el seu germà a la Universitat de l'Havana, a les carreres de Ciències Físico-Matemàtiques i Medicina, on va haver d'imposar-se a força de respecte i constància per fer valer els seus drets en una societat que no admetia una dona en aquella posició.
En 1883 inicia la seva preparació clínica a l'hospital Sant Felipe I Santiago. Després es traslladà a l'hospital San Francisco de Paula, on millorarien les seves condicions de treball i cursà les assignatures d'obstetrícia i malalties de la dona i el nen. Es va graduar en la carrera de Ciències Físico–Matemàtiques el 30 de juny de 1888, i el 15 de juliol de 1889, amb 19 anys, acabà la de Medicina, totes dues amb notes excel·lents.
A la Universitat conegué el doctor Enrique López, especialista en oftalmologia, amb qui es casaria el 20 de juliol de 1889, i Laura Martínez de Carvajal començà a exercir la seva professió. Junts van fundar la Policlínica de Especialidades, un consultori mèdic on van treballar plegats durant uns quants anys. En aquesta època es va començar a interessar per l'oftalmologia i al costat del seu marit es va entrenar en les complicades cirurgies i tractaments d'aquesta especialitat mèdica. Quan ell va emmalaltir de tuberculosi, la doctora Martínez de Carvajal va continuar les tasques de la clínica en solitari.
La doctora Martínez de Carvajal va assistir a molts congressos mèdics que es van realitzar en l'època. També va col·laborar amb el seu marit en una gran quantitat de publicacions, com ara l'elaboració del manual signat per ell Oftalmologia clinica, que va aparèixer en tres volums els anys 1891, 1895 i 1906. I també en altres col·laboracions incloses a Notes fisiològiques, Observacions clíniques i Ocular leprosy. També es va fer càrrec de la publicació de la revista Archivo de la Policlínica, que es va editar durant quinze anys. Tots dos metges, marit i muller, van ser un referent de la medicina cubana fins entrat el segle XX i ella constitueix tota una referència per als estudis científics de la dona cubana.
El seu marit va morir el 1891. A causa d'això, el 1917 construí la finca «El retiro», on instal·là una escola gratuïta per als pobres, de la qual es feu càrrec al costat de María, una de les seves filles, d'entre els set que tingué la parella. No obstant això, poc temps després se li va diagnosticar tuberculosi, i morí a causa d'aquesta malaltia el 24 de gener de 1941.